# Communauté rurale de Fafacourou
La communauté rurale de Fafacourou est une communauté rurale du Sénégal située au centre-sud du pays. 
Elle fait partie de l'arrondissement de Fafacourou, du département de Médina Yoro Foulah et de la région de Kolda.
On y dénombre 693 personnes et 64 ménages.